# Hanna-Maria Seppälä
Hanna-Maria Seppälä (Kerava, 1984. december 13. –) finn úszónő, a finn úszósport egyik legeredményesebb versenyzője.

## Életpályája
A Keravan Uimarit egyesület tagja. A 2016-os londoni úszó-Európa-bajnokságon a női 4 × 100 méteres vegyes váltóval bronzérmet szerzett.

## Sikerei
- Világbajnok (2003)
- Európa-bajnok (2005, 2006, 2007, 2008)
- Világbajnokságokon egy aranyérmet, két ezüstérmet és egy bronzérmet nyert.
- Európa-bajnokságokon négy aranyat, két ezüstöt és két bronzot szerzett.
- A finn nemzeti bajnokságban eddig 120 érmet nyert, ebből 102 aranyérmet.
- 98 rekordot ért el, köztük 3 európai rekordot, junior európai rekordot, 9 északi országok közötti rekordot, egyéb finn nemzeti rekordot.
- Az év finn sportolója 2003-ban.